# Pierre-Yves Cadalen
Pierre-Yves Cadalen, né le 9 juillet 1992 à Brest (France), est un homme politique français, député élu du Finistère depuis juillet 2024.

## Biographie

### Études et parcours professionnel
Pierre-Yves Cadalen est né le 9 juillet 1992 à Brest. Il est enseignant vacataire en sciences politiques et en relations internationales.
À la suite de l'obtention de son baccalauréat avec 20,08/20 au lycée privé Sainte-Anne à Brest, il se rend à Paris pour ses études. En 2013, il est diplômé d'un Bachelor à l'Institut d'études politiques de Paris, et d'une licence de philosophie à l'université Paris-Sorbonne. Après une première année de master en philosophie contemporaine à l'EHESS, il obtient en 2015 un master de recherche en relations internationales, à l'Institut d'études politiques de Paris. En novembre 2019, il finalise sa thèse sur les rapports de pouvoir liés à l’Amazonie en Équateur et en Bolivie, et valide son doctorat en sciences politiques, mention relations internationales.
Après avoir enseigné à l'Institut d'études politiques de Paris et à l'UPEC, il est professeur vacataire à l'université de Bretagne-Occidentale depuis 2022. Il s'intéresse notamment aux relations de pouvoir autour des communs environnementaux.

### Parcours politique

#### Entrée dans la vie politique
Issu d'une famille de gauche, Pierre-Yves Cadalen s'engage brièvement au Parti Socialiste en 2010, puis à l'Union nationale des étudiants de France (UNEF). En 2013, il intègre le Parti de gauche, fondé par Jean-Luc Mélenchon, avant de rejoindre La France insoumise lors de sa création, en 2016.
En 2015, il devient l'un des quatre porte-parole du Mouvement pour la 6e République (M6R), mouvement lancé en 2014 par Jean-Luc Mélenchon, en faveur du passage à une sixième république.

#### Élections législatives de 2017
Pierre-Yves Cadalen est investi pour représenter La France insoumise aux élections législatives de juin 2017. Il se présente dans la deuxième circonscription du Finistère. Il se qualifie au second tour avec 16,04% des voix, face à Jean-Charles Larsonneur (La République en marche). Le 18 juin 2017, il perd au second tour des élections législatives avec 42,46% des voix, contre 57,54% pour son opposant.

#### Élections municipales de 2020
En 2020, il se présente aux élections municipales de Brest. Il obtient 7,13% des voix, et se place en sixième position.

#### Élections législatives de 2022
Il est investi par la Nouvelle Union populaire écologique et sociale (Nupes) comme candidat aux élections législatives de 2022, dans la deuxième circonscription du Finistère. Après s'être qualifié au second tour face à Jean-Charles Larsonneur, il perd l'élection à 118 voix près au second tour (49,84% contre 50,16%).

#### Élections législatives de 2024
Lors des élections législatives de 2024, Pierre-Yves Cadalen se présente comme candidat du Nouveau Front Populaire, dans la deuxième circonscription du Finistère. Il se qualifie en tête pour le second tour avec 38,30% des voix, face à Jean-Charles Larsonneur (divers centre) et Denis Kervella (Rassemblement national).
Soutenu par plusieurs personnalités comme Benoît Hamon, Irène Frachon ou encore Christophe Miossec, et également par le maire de Brest (Parti socialiste), il remporte le second tour avec 41,01% des voix, devant Jean-Charles Larsonneur (35,68%) et Denis Kervella (23,31%). Le soir de son élection en tant que député de la deuxième circonscription du Finistère, il déclare être « porteur d'un choix d'espoir », et souhaiter « mettre son énergie au service de la cause commune, en changeant concrètement la vie des citoyens ».
Le 20 juillet 2024, il est nommé à la commission des Affaires étrangères de l'Assemblée nationale.

## Synthèse des résultats électoraux

### Élections législatives
| Année | Parti  | Parti | Circonscription | 1er tour | 1er tour | 1er tour | 2d tour | 2d tour | 2d tour | Issue |
| Année | Parti  | Parti | Circonscription | Voix     | %        | Rang     | Voix    | %       | Rang    | Issue |
| ----- | ------ | ----- | --------------- | -------- | -------- | -------- | ------- | ------- | ------- | ----- |
| 2017  |        | LFI   | 2e du Finistère | 5 954    | 15,10    | 2e       | 12 646  | 40,42   | 2e      | Battu |
| 2022  | 12 135 | LFI   | 2e du Finistère | 31,91    | 1er      | 18 009   | 49,84   | 2e      | Battu   |       |
| 2024  | 18 850 | LFI   | 2e du Finistère | 35,28    | 1er      | 22 110   | 41,01   | 1er     | Élu     |       |

### Élections municipales
Les résultats ci-dessous concernent uniquement les élections où il est tête de liste.
| Année | Parti | Parti | Commune | 1er tour | 1er tour | 1er tour | 2d tour | 2d tour | 2d tour | Sièges | Sièges |
| Année | Parti | Parti | Commune | Voix     | %        | Rang     | Voix    | %       | Rang    | CM     | CC     |
| ----- | ----- | ----- | ------- | -------- | -------- | -------- | ------- | ------- | ------- | ------ | ------ |
| 2020  |       | LFI   | Brest   | 2 189    | 7,13     | 6e       |         |         |         | 0 / 55 | 0 / 33 |

## Référence
1. ↑  Aurélie Lagain, « Législatives 2024 : Pierre-Yves Cadalen (NFP) élu député du Finistère à Brest-Centre », France Bleu, 7 juillet 2024 (consulté le 7 juillet 2024)
2. ↑  Mickaël LOUÉDEC, « Législatives 2024. Qui est Pierre-Yves Cadalen, le nouveau député de Brest-centre ? », sur Ouest-France.fr, 8 juillet 2024 (consulté le 8 juillet 2024)
3. 1 2  « Pierre-Yves CADALEN Laboratoire AMURE », sur Laboratoire AMURE (consulté le 8 juillet 2024)
4. 1 2  « Présentation des candidats aux municipales à Brest : Pierre-Yves Cadalen, personnalité montante à gauche », sur actu.fr, 5 mars 2020 (consulté le 8 juillet 2024)
5. ↑  « Émile Magazine - Portrait - Pierre-Yves Cadalen, l’insoumis », sur Émile Magazine, 11 janvier 2017 (consulté le 8 juillet 2024)
6. ↑  « Le mouvement pour la VIe République veut peser dans la campagne présidentielle », sur l'Opinion, 4 mai 2016 (consulté le 8 juillet 2024)
7. ↑  Ouest-France, « Pierre-Yves Cadalen pour France insoumise », sur Ouest-France.fr, 18 mai 2017 (consulté le 8 juillet 2024)
8. ↑  « Résultats des élections législatives 2017 », sur Ministère de l'intérieur et des outre-mer, 18 juin 2017
9. ↑  « Résultats élections municipales 2020 : Brest | Le Télégramme », sur elections.letelegramme.fr (consulté le 8 juillet 2024)
10. ↑  Julia TOUSSAINT, « Législatives 2022. Pierre-Yves Cadalen, candidat Nupes battu à Brest centre : « Le combat continue » », sur Ouest-France.fr, 19 juin 2022 (consulté le 8 juillet 2024)
11. ↑  Ouest-France, « Législatives. Brest bascule, Pierre-Yves Cadalen élu député de Brest-centre ! », sur Ouest-France.fr, 7 juillet 2024 (consulté le 8 juillet 2024)
12. ↑  Ouest-France, « Législatives 2024. À Brest-centre, Pierre-Yves Cadalen dévoile son comité de soutien », sur Ouest-France.fr, 3 juillet 2024 (consulté le 8 juillet 2024)
13. ↑  « Législatives 2024 sur Brest Centre : la revanche de Pierre-Yves Cadalen », sur Le Télégramme, 7 juillet 2024 (consulté le 8 juillet 2024)
14. ↑  François BRULÉ, « VIDÉO. Élu à 41,01 %, Pierre-Yves Cadalen veut mettre son « énergie au service de la cause commune » », sur Ouest-France.fr, 7 juillet 2024 (consulté le 8 juillet 2024)
15. ↑  Heïdi Soupault, « Pierre-Yves Cadalen, député de Brest, siégera à la commission des Affaires étrangères », sur Ouest-France.fr, 23 juillet 2024 (consulté le 26 juillet 2024)
16. ↑  « Elections municipales 2020 », sur elections.interieur.gouv.fr (consulté le 28 juin 2020).